# Dragon Ball Z: Attack of the Saiyans
Dragon Ball Z: Attack of the Saiyans, chamado no Japão de Dragon Ball Kai: Saiyan Invasion (ドラゴンボール改 サイヤ人来襲, Doragon Bōru Kai Saiyajin Raishū) é um jogo eletrônico de RPG baseado na série de mangá/anime Dragon Ball para Nintendo DS. O jogo foi desenvolvido pela Monolith Soft e é distribuído pela Namco Bandai. O lançamento aconteceu no dia 29 de abril de 2009 no Japão.
O jogo se passa do final da série Dragon Ball até a saga dos Saiyajins que acontece em Dragon Ball Z e seu remake: Dragon Ball Kai.